# Дубина Марія Семенівна
Дубина Марія Семенівна (нар. 1 січня 1943) — українські поетеса.

## Життєпис
Народилася в селі Калужине Верхньодніпровського району Дніпропетровської області.
Працювала на двох Всесоюзних комсомольських будовах у Ташкенті і Новомосковську Дніпропетровської області.
На сьогоднішній день проживає у с. Дніпровокам'янка Верхньодніпровського району.
Вірші Марії Семенівни друкувалися в обласних та республіканських газетах.
Її поетичним рядкам притаманні надзвичайна образність, мелодійність, легкість і вишуканість.

## Твори
Надруковані такі збірки:
«Березнева повінь»(2001),
«Послання з Оранти» ( 2001),
«На космічних перегонах»(2001), «Поміж світами»(2001), «Перехрестя Всесвіту»(2002), «Її величність доброта»(2002), «Танго танцює літо»(2003), «За журавлями»(2003), «Час летить»(2005), «Наді мною снігопад»(2006), «Життя — як спалах»(2006).